# Homalopoma rotundatum
Homalopoma rotundatum is een slakkensoort uit de familie van de Colloniidae. De wetenschappelijke naam van de soort is voor het eerst geldig gepubliceerd in 1889 door Sowerby.